# Frank Adonis
Frank Adonis (* 27. Oktober 1935 in New York; † 26. Dezember 2018 in Las Vegas) war ein US-amerikanischer Schauspieler.

## Leben
Frank Adonis wurde 1935 in Brooklyn als Sohn des Mafia-Bosses Joe Adonis geboren. Er starb im Dezember 2018 im Alter von 83 Jahren an Nierenversagen.
Im Jahre 1980 wirkte Adonis als Gangster in dem Boxer-Biopic Wie ein wilder Stier von Regisseur Martin Scorsese mit. Seine Rolle in Scorseses Oscar-prämiertem Film GoodFellas – Drei Jahrzehnte in der Mafia aus dem Jahre 1990 machte ihn bekannt. Später stand er unter anderem noch in Casino von 1995 vor der Kamera. In seiner Karriere arbeitete er mit so namhaften Regisseuren wie Martin Scorsese, Oliver Stone, Abel Ferrara, Tony Scott, Sidney Lumet oder Jim Jarmusch zusammen. Sein schauspielerisches Schaffen umfasst 40 Film- und Fernsehproduktionen.

## Filmografie (Auswahl)
- 1972: Liebesgrüße aus Pistolen (Shaft’s Big Score)
- 1978: Die Augen der Laura Mars (Eyes of Laura Mars)
- 1980: Wie ein wilder Stier (Raging Bull)
- 1981: Wolfen
- 1987: Wall Street
- 1990: King of New York – König zwischen Tag und Nacht (King of New York)
- 1990: GoodFellas – Drei Jahrzehnte in der Mafia (Goodfellas)
- 1992: Bad Lieutenant
- 1993: True Romance
- 1994: Ace Ventura – Ein tierischer Detektiv (Ace Ventura: Pet Detective)
- 1995: Casino
- 1999: Ghost Dog – Der Weg des Samurai (Ghost Dog: The Way of the Samurai)
- 2006: Find Me Guilty – Der Mafiaprozess (Find Me Guilty)
- 2006: Saddam
- 2007: The Woods Have Eyes
- 2012: The Trouble with Cali